# La Lande-Chasles
La Lande-Chasles è un comune francese di 104 abitanti situato nel dipartimento del Maine e Loira nella regione dei Paesi della Loira.

## Società

### Evoluzione demografica
Abitanti censiti